# مرکوری اس-۵۵
مرکوری اس-۵۵ (Mercury S-۵۵) خودرویی است که در سال‌های ۱۹۶۲ تا ۱۹۶۳۱۹۶۶–۱۹۶۷تولید شده‌است. 
این خودرو در کلاس خودرو سایز بزرگ قرار گرفته، طراحی آن خودروهای موتور جلو-محور عقب بوده است. 